# Liberal (Missouri)
Liberal is een plaats (city) in de Amerikaanse staat Missouri, en valt bestuurlijk gezien onder Barton County.

## Demografie
Bij de volkstelling in 2000 werd het aantal inwoners vastgesteld op 779.
In 2006 is het aantal inwoners door het United States Census Bureau geschat op 806, een stijging van 27 (3,5%).

## Geografie
Volgens het United States Census Bureau beslaat de plaats een oppervlakte van
2,2 km², geheel bestaande uit land. Liberal ligt op ongeveer 275 m boven zeeniveau.

## Plaatsen in de nabije omgeving
De onderstaande figuur toont nabijgelegen plaatsen in een straal van 16 km rond Liberal.